# Лисецкая поселковая община
Лисецкая поселковая общи́на (укр. Лисецька селищна громада) — территориальная община в Ивано-Франковском районе Ивано-Франковской области Украины.
Административный центр — посёлок Лисец.
Население составляет 7347 человека. Площадь — 81,3 км².

## Населённые пункты
В состав общины входят 1 посёлок (Лисец) и 3 села:
- Посеч
- Старый Лисец
- Стебник